# Johan Fredrik Hjort

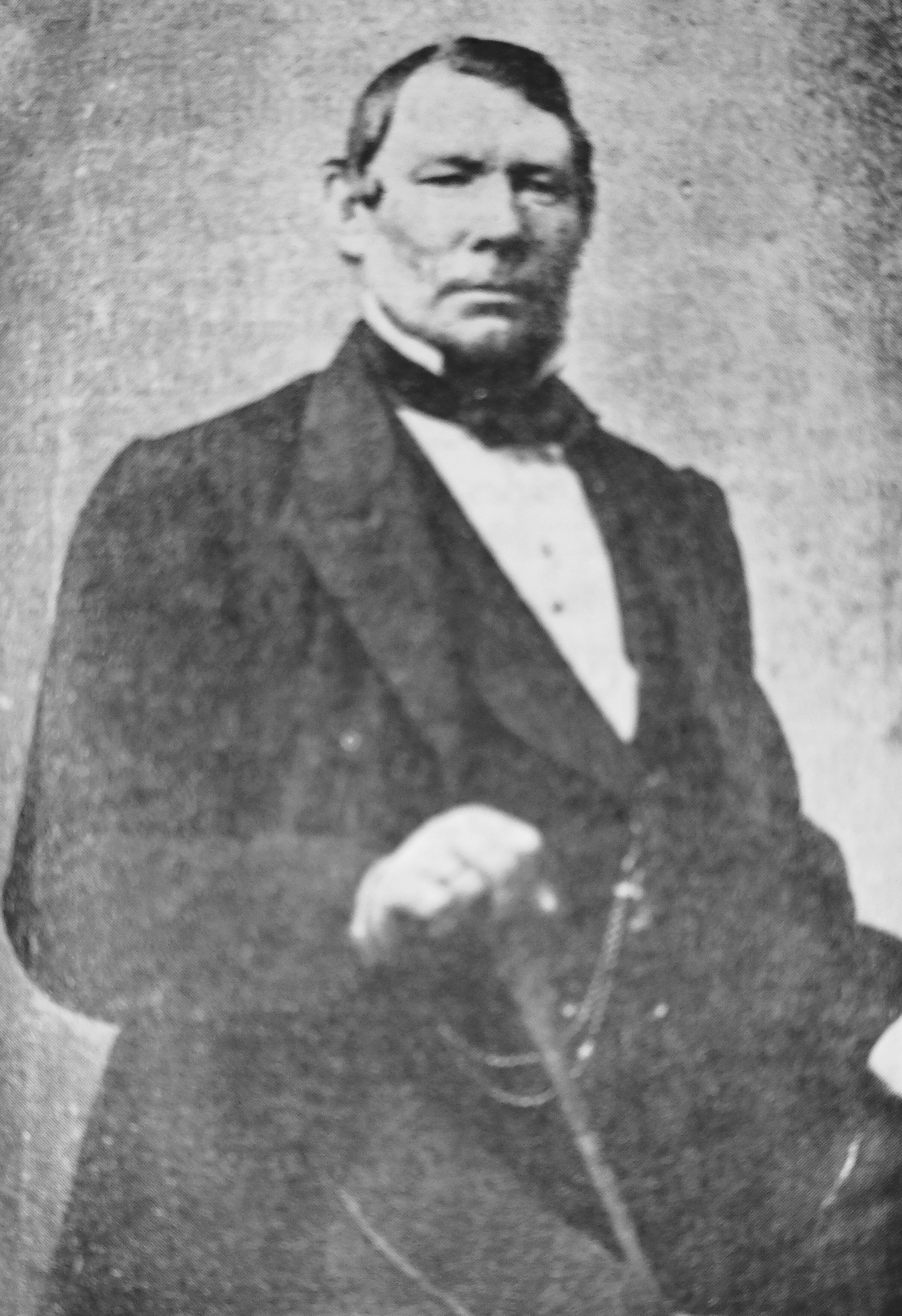
Johan Fredrik Hjort.

Johan Fredrik Hjort, född 1814 i Maria Magdalena församling i Stockholm, död 25 oktober 1882, var skarprättare för Stockholms stad från 1859 till sin död. Han var den tredje sista personen att utföra en avrättning i Sverige.

## Biografi
Hjort började som skarprättare år 1859 och var verksam fram till sin död 1882. Förutom Stockholms stad var han även ansvarig för Uppsala och Nyköping samt utförde avrättningar i Malmköping och Västerås.
Den mest kända avrättningen var den tolfte, nämligen den som ägde rum utanför Malmköping i Södermanland av Gustav Adolf Eriksson Hjert den 18 maj 1876. Samma dag och på samma klockslag avrättades Konrad Petterson Lundqvist Tector utanför Visby på Gotland. Detta var de sista offentliga avrättningarna i Sverige.
En annan avrättning som Hjort verkställde var den sista offentliga avrättningen i Stockholm; den 8 januari 1862 av gardisten Pehr Victor Göthe på avrättningsplatsen Galgbacken i Hammarbyhöjden i Stockholm. Senare samma år utförde han även avrättningen på Catharina Jansdotter i Uppsala, en av de sista avrättningarna av en kvinna i Sverige. Hjort utförde totalt 15 avrättningar.
Hjort efterträddes på posten som skarprättare för Stockholms stad av Johan Persson Palmgren, som dock aldrig utförde några avrättningar innan han lämnade posten och ersattes av Anders Gustaf Dahlman.

## Privat
År 1864 gifte sig Hjort med änkan Ulrika Johanna Hansson.

## I populärkultur
Hjorts avrättning av gardisten Per Viktor Göthe 1862 skildras i Per Anders Fogelströms roman Mina drömmars stad (1960).